# Humboldt (Nebraska)
Humboldt es una ciudad ubicada en el condado de Richardson en el estado estadounidense de Nebraska. En el Censo de 2010 tenía una población de 877 habitantes y una densidad poblacional de 253,83 personas por km².

## Geografía
Humboldt se encuentra ubicada en las coordenadas 40°9′57″N 95°56′40″O / 40.16583, -95.94444. Según la Oficina del Censo de los Estados Unidos, Humboldt tiene una superficie total de 3.46 km², de la cual 3,46 km² corresponden a tierra firme y (0%) 0 km² es agua.

## Demografía
Según el censo de 2010, había 877 personas residiendo en Humboldt. La densidad de población era de 253,83 hab./km². De los 877 habitantes, Humboldt estaba compuesto por el 97.15% blancos, el 0.46% eran afroamericanos, el 1.71% eran amerindios, el 0% eran asiáticos, el 0% eran isleños del Pacífico, el 0.23% eran de otras razas y el 0.46% pertenecían a dos o más razas. Del total de la población el 1.37% eran hispanos o latinos de cualquier raza.